# 鎖付図書

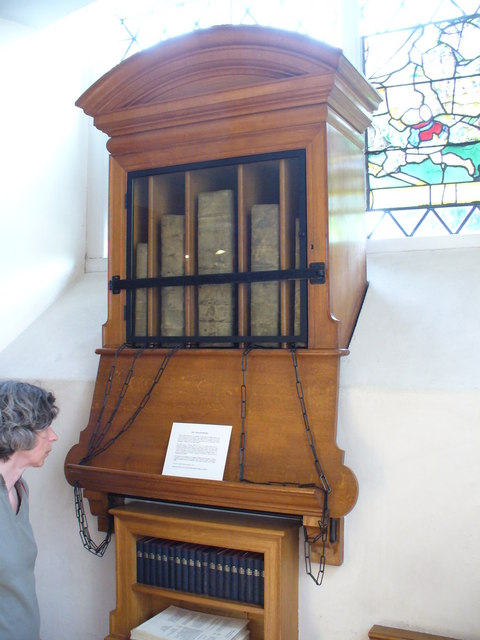
チェルシー古教会にある鎖付図書(本が縦に積まれているのは本の装飾によって別の本の表紙を傷つけることを防ぐため)。ロンドンの教会に唯一ある中世の図書である1717年の酢の聖書(vinegar bible)。サー・ハンス・スローンの寄贈。

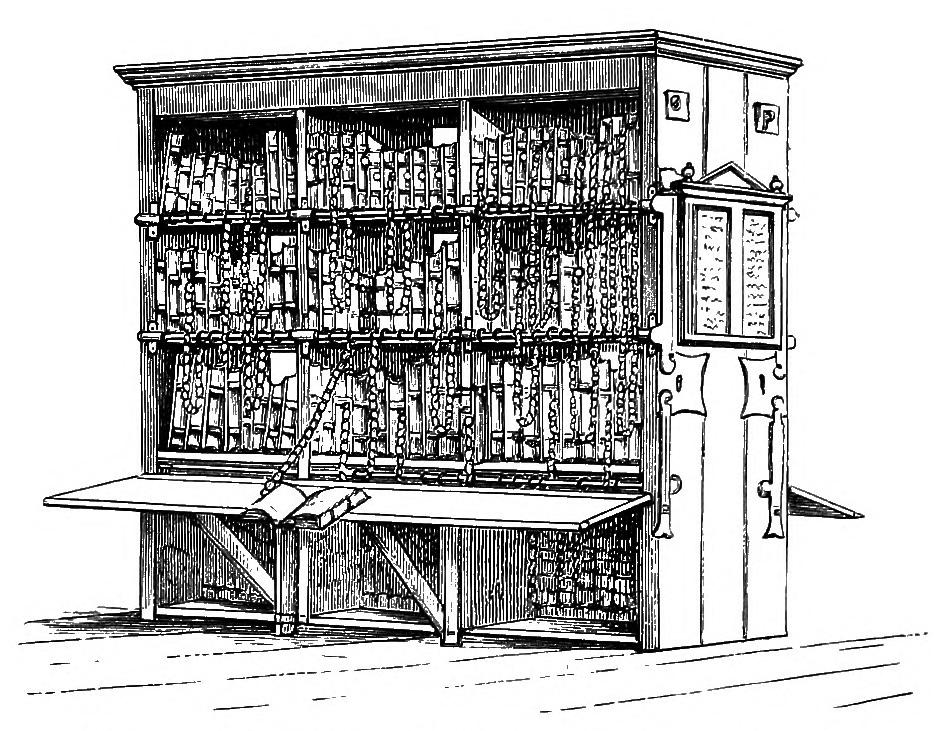
ヘレフォード大聖堂の鎖付図書

鎖付図書（くさりつきとしょ、英語: chained library）とは本が本棚と鎖で繋がれている図書館のことで、本を図書館外へ持ち出せないようになっているが本棚から取り出して読書できるのに十分な鎖の長さはとっている。これにより所蔵本の盗難を防いでいた。このようなやり方は中世から18世紀頃までの参考図書館（図書館の大部分）の多くで採用されていた。コレクションにおける参照書籍や大判の書籍といった唯一無比の価値を持つ本が鎖で繋がれていた。

## 概要
鎖付図書はそれほど古くからあるものではなく、中世の終わり15世紀ごろからあらわれ始め、16、17世紀に鎖付図書館は多く作られている。中世には蔵書そのものが多くなく、本の保管にはアルマリウムと呼ばれる戸棚や、チェストと呼ばれた保管箱が用いられていた。ヘレフォード大聖堂に現存するチェストは、木製で長さが約2メートル、幅、高さが約50センチメートルという大きさである。周囲には彫刻が施してあり、錠前が3つ取り付けられており、四隅に脚がついている。本の紛失・盗難を防ぐため、チェストを開けたままにすることは許されず、また本を読むときもチェストに背を向けてはいけなかった。本の盗難に対する呪い（ブックカース）が存在するほど、中世には本は貴重であった。蔵書が増えるにつれチェストも増えていくこととなったが、鍵の管理や利便性などに大きな支障をきたすことになり、保管には専用の図書室ないしは図書館が作られることになった。図書室には書見台が配置され本は鎖で書見台とつながれていた。
標準的な鎖付図書は本のカバーや隅に鎖が付けられていたが、これはもし鎖を本の背に付けてしまうと棚から出し入れする時の負担で大きく摩耗してしまうためである。また、本に小さい輪を通してチェーンを付ける場所故に、本はページの前小口だけが見えるように背を奥にして収納されているが（これは現代的な図書館にとってはあべこべな収納方法である）、これによりひっくり返すことなく本を取り出して読むことができる上、鎖が絡むことも避けられる。当時の本には背表紙に著者や書名が記載されていなかったのも、このような収納方法の一因である。利用者が本を捜し出すときは、書見台や本箱の端に書かれている書名のリストを参照していた。また、前小口や本を閉じるリボン・留め金に書名などの本を識別するための情報が記載され、一部では鎖に識別用の札がつけられていた。この背を奥にしてしまう収納法は一般にも広がり、鎖がついていない個人の書斎でも利用されていた。鎖は主に鉄で出来ていた棒につながれており、司書が鎖を外す時は鍵を用いていた。鎖付図書は図書館の設計にも大きく影響を与えた。鎖でつながれている本は読書できる範囲が限られているため、採光の都合から建物には多くの窓を並べ、書棚は壁に対し直角に並んでいる。
学校や大学といった教育機関の外部での利用が多かったイングランドの図書館における最古の例はリンカーンシャーのグランサムにある1598年に創設されたフランシス・トリギー鎖付図書館である。この図書館は現存していて、後の公共図書館システムの先駆けと言われている。ダブリンにある1701年建設のマーシュ図書館も非教育機関図書館で建設当初の建物に現在も入り続けていて、本が鎖につながっているわけではないが、その代わり貴重な書物の紛失を防ぐために檻の中でのみ本を読むことができた。その他ギルドフォード王立グラマースクールやヘレフォード大聖堂にも鎖付図書が設置されている。鎖付図書はヨーロッパ全土に広まっていったが、全ての図書館で採用されたわけではなかった。ヨハネス･グーテンベルクによる印刷技術の発明により書籍が増加し、価格が下がると共に鎖付図書の採用も減っていった。それでも鎖付図書がすぐに消えたわけではなく、18世紀末ごろまで本は鎖でつながれていた。オックスフォード大学のモードリン・カレッジで鎖が外されたのは1799年である。

## 鎖付図書の保存や保全に対する近年の関心
近年、鎖付図書を再現しようとする動きが高まっている。本棚などの家具、鎖、書籍が当時のままに残っている鎖付図書は世界中で5箇所のみで、そのうちの一箇所がオランダの小さな町であるズトフェンにある聖ヴァルブルガ教会内の図書館で1564年に建設されていて、現在博物館の一部として観光客向けに当時のままの書籍、家具、鎖を公開している。
これらの大規模な図書館を修復し保全するには数多くの作業を伴う。例として、イングランドのヘレフォードにあるマッパ・ムンディと鎖付図書博物館の復元には数多くの作業員と10年以上の期間、多額の寄付が必要だった。900年以上前に建設されたこの図書館は荒廃が進み、倒壊の危機に直面していた。また、発見された最古の鎖付図書はヘレフォード・ゴスペルで、8世紀に書かれたこの書籍はこの大規模な図書館に置かれていた229冊の鎖付図書の1冊だった。ヘレフォード図書館は現存する鎖付図書館の中で最大規模で鎖や書籍もそのまま残っていて、観光地や博物館として現在一般公開されている。
ウィンボーン・ミンスター内の鎖付図書館はイギリスにおいて2番めに規模の大きい鎖付図書館である。最初の寄贈はウィリアム・ストーン牧師による神学を扱った図書で主に聖職者が読んでおり鎖は付けられていなかった。別の地元寄贈者であるロジャー・ジリンガムは1695年に90冊を寄贈した時に、図書館は「店主やより身分の高い」地元町民のために無料で利用できるようにしなければならないと考え、書籍に鎖をつけることを求めた。

## 関連書籍
- Streeter, B. H. The Chained Library: a survey of four centuries in the evolution of the English library. London: Macmillan, 1931.
- 高宮利行; 原田範行 (1997). 図説 本と人の歴史事典. 柏書房. p. 397. ISBN 4-760-11416-5
- ペトロスキー, ヘンリー 池田栄一訳 (2004). 本棚の歴史. 白水社. p. 287. ISBN 4-560-02849-4
- マレー, スチュアート・A・P; 日暮雅通監訳 (2011). 図説 図書館の歴史. 原書房. p. 396. ISBN 978-4-562-04744-4